# 俞文達
俞文達（1537年—？），字行之，號守斋，直隸徽州府婺源縣汪口人，軍籍，明朝政治人物。

## 生平
隆慶四年（1570年）庚午科應天鄉試第一百四十七名舉人，五年（1571年）中式辛未科會試第一百十六名，三甲第九十五名進士。工部觀政，授廣東四會縣知縣，卒於任上。

## 家族
曾祖俞宗哲；祖父俞尹僖；父俞燦榮，母汪氏。慈侍下。弟俞文道（字性之，貢士）。